# Nicolai Reshetikhin
Nicolai Yuryevich Reshetikhin (em russo:  Николай Юрьевич Решетихин, São Petersburgo, União Soviética, 10 de outubro de 1958) é um físico matemático russo, atualmente professor de matemática da Universidade da Califórnia em Berkeley e professor de física matemática da Universidade de Amsterdã. Trabalha nas áreas de topologia de baixa dimensão, teoria de representação e grupos quânticos. Juntamente com Vladimir Turaev construiu invariantes de 3-variedades que espera-se descrever a teoria quântica de campos de Chern-Simons introduzida por Edward Witten.
Obteve um bacharelado e um mestrado na Universidade Estatal de São Petersburgo em 1982, e um Ph.D. no Instituto de Matemática Steklov em 1984.
Foi palestrante plenário do Congresso Internacional de Matemáticos em Hyderabad (2010: On Mathematical Problems in Quantum Field Theory).